# アーバン・ヒムス
『アーバン・ヒムス』 (Urban Hymns) は、イギリスのロック・バンド、ザ・ヴァーヴのサード・アルバム。1997年9月29日発売。

## 概要
前作『ア・ノーザン・ソウル』リリース後、バンドは音楽の方向性によるリチャード（ボーカル）とニック（ギター）の確執で解散。程なくしてリチャードは旧友のギタリストであるサイモン・トングを誘いバンドを再結成させ、ニュー・アルバムのレコーディングを開始する。しかしアルバム制作途中にニックのユニークなギター演奏スタイルがやはり必要だと感じたリチャードは、ニックと和解しバンドに呼び寄せる。サイモンはギターの他にピアノやオルガン演奏も提供するなどバンドサウンドの表現拡大に貢献し、バンドは本格的に5ピースとしてアルバム制作に取り組む。

## 音楽性
アルバム制作途中まではリチャードが指揮を執っていたが、サイケデリック・ロック志向の強いニックの途中加入により、『ビター・スウィート・シンフォニー』『ドラッグス・ドント・ワーク』『ソネット』などのバラードロック群から、『ザ・ローリング・ピープル』『キャッチング・バタフライ』『カム・オン』などのニック主導のグルーヴィなサイケロックを両立させる内容となった。

## 評価
『メロディ・メイカー』誌は1997年度のベスト・アルバム・リストの第1位に本作を選出。1998年のブリット・アワードにおいて年間ベストアルバムを受賞。またマーキュリー賞の最終選考にノミネートされ、『Q』誌の読者選考では「greatest album of all time」の第18位に選出。2010年度のブリット・アワードでは過去30年のベスト・ブリティッシュ・アルバムにノミネート（オアシスの『モーニング・グローリー』が受賞した）。
商業的には全英初登場1位を獲得後12週もの間1位をキープし、結果124週チャートインした。英国内だけでも300万枚以上を売り上げ、世界各国総計1000万枚以上を越す大ヒットを叩き出すなど、バンドを一躍トップアーティストに押し上げた。

## 収録曲
- 特筆ない限りリチャード・アシュクロフトの作曲。

1. ビター・スウィート・シンフォニー - "Bitter Sweet Symphony"  - 5:58 [4]
2. ソネット - "Sonnet" - 4:21
3. ザ・ローリング・ピープル - "The Rolling People" （ザ・ヴァーヴ）- 7:01
4. ドラッグス・ドント・ワーク - "The Drugs Don't Work" - 5:05
5. キャッチング・バタフライ - "Catching the Butterfly" （ザ・ヴァーヴ）- 6:32
6. ネオン・ウィルダネス - "Neon Wilderness" （ニック・マッケイブ, ザ・ヴァーヴ）- 2:37
7. スペース・アンド・タイム - "Space and Time" - 5:36
8. ウィーピング・ウィロー - "Weeping Willow" - 5:26
9. ラッキー・マン - "Lucky Man" - 4:53
10. ワン・デイ - "One Day" - 5:03
11. ディス・タイム - "This Time" - 3:50
12. ヴェルヴェット・モーニング - "Velvet Morning" - 4:57
13. ロード・アイ・ゲス・アイル・ネヴァー・ノウ - "Lord I Guess I'll Never Know" - 4:52 ※日本版ボーナス・トラック
14. カム・オン - "Come On" （ザ・ヴァーヴ）- 15:15 ※13:01から隠しトラックとして『ディープ・フリーズ』収録

## その他
- リチャードの公私にわたる親友であるオアシスのリアム・ギャラガーが「カム・オン」にコーラスで、「スペース・アンド・タイム」ではハンドクラップで参加している。